# Bachos
Bachos település Franciaországban, Haute-Garonne megyében. Lakosainak száma 33 fő (2022. január 1.). Bachos Sost, Burgalays, Guran, Signac és Binos községekkel határos.

## Népesség
A település népességének változása:
| Lakosok száma | 31   | 37   | 39   | 38   | 36   | 35   | 35   | 34   | 33   |
|               | 2013 | 2015 | 2016 | 2017 | 2018 | 2019 | 2020 | 2021 | 2022 |